# Catacercus
Catacercus fuegianus es una especie de araña araneomorfa de la familia Linyphiidae. Es el único miembro del género monotípico Catacercus.

## Distribución
Es un endemismo de Chile donde se encuentra en la Región de Magallanes. 